# Orpheus (Lucano)
Orpheus (Orfeo) è un componimento del poeta Marco Anneo Lucano (39-65 d.C.), che, seppur pervenuto in scarsi frammenti, si configura come la più documentata tra le opere minori del poeta.
L'Orpheus viene ricordato dal celeberrimo componimento di Publio Papinio Stazio (silu. 2, 7, 59) dedicato alla vedova del poeta, Polla, e dalla uita Lucani attribuita a Vacca (cfr. Endt 1909, 2: ex tempore Orphea scriptum in experimentum aduersum complures ediderat poetas), il quale sostiene che l'Orpheus fosse stato composto in occasione di una gara con molti altri poeti (notizia quest'ultima ritenuta improbabile da Brugnoli 1982, 46 ss.).
Piuttosto dibattuto è, come ricorda Perutelli 2006, 47, il genere letterario al quale l'Orpheus doveva appartenere. Se infatti il verbo usato da Stat. silu. 2, 7, 59 proferre viene principalmente utilizzato in riferimento a composizioni sceniche, l'eventualità che si trattasse di un libretto per un mimo mal si accorderebbe non solo con il fatto che, in Stazio, il verbo proferre si riferisca sia all'Orpheus che alle lodi di Nerone (cfr. Stat. silu. 2, 7, 58-59 ingratus Nero dulcibus theatris | et noster tibi proferetur Orpheus; Dam 1984, 480 ha inoltre dimostrato come il fatto che si trattasse di un'esibizione pubblica e di una composizione estemporanea rispetto alla gara di poeti siano elementi sufficienti a giustificare l'uso di proferre), ma anche con la notizia fornita da Vacca. Perutelli 2006, 48 ritiene dunque che sia più probabile che l'Orpheus fosse un poema di non grandi dimensioni, nel quale veniva narrata la vicenda dell'omonimo cantore mitico, Orfeo, e della sua amata sposa, Euridice (ninfa).
Courtney 1993 e Blaensdorf 1995, nelle rispettive raccolte di poesia frammentaria latina, hanno stampato quattro frammenti dell'Orpheus; in Badalì 1992 i frammenti riportati sono otto, tra i quali alcuni di attribuzione dubbia.
Nel primo frammento, trasmesso dal trattato alto-medievale De metris et enigmatibus ac pedum regulis del monaco inglese Aldelmo di Malmesbury, Lucano narra il momento in cui Orfeo, giunto nell'Ade, riesce con la sua musica ad incantare tutte le creature che ivi dimorano ed interrompere addirittura l'attività inesorabile delle Parche, che smettono di filare la lana (cfr. Ehwald 1919, 159: nunc plenas posuere colos et stamina Parcae, | multaque delatis haeserunt saecula filis).
Il frammento numerato come secondo nelle edizioni di Courtney 1993 e Blaensdorf 1995, tradito da Servio a Verg. georg. 4, 492 ( quasi exultarent umbrae reditu Eurydices: Lucanus in Orpheus dicit factum strepitum redeunte Euridyce ob hoc, quia gaudent a luce relictam | Eurydicen iterum sperantes Orphea manes), si riferisce al ritorno di Euridice negli Inferi, trattato in modo paradossale e del tutto originale dal poeta: laddove la tradizione letteraria esaltava il dolore di Orfeo per la perdita definitiva ed irrimediabile di Euridice, Lucano sottolinea invece la gioia delle ombre, che sperano di rivedere Orfeo e poter ascoltare di nuovo il suo canto.
Questi sono i due veri e propri frammenti del poema di Lucano, in quanto per il resto sono pervenute unicamente testimonianze alto-medievali, in particolare dal curioso  Liber monstrorum, raccolta di monstra, creature mostruose, compilata tra la fine del VII secolo e l'inizio dell'VIII secolo in un ambiente inglese molto vicino allo stesso monaco Aldelmo che aveva riportato il primo frammento dell'Orpheus. 